# Iwan Sergejewitsch Kakowski
Iwan Sergejewitsch Kakowski (russisch Иван Сергеевич Каковский; englische Transkription: Ivan Kakovskii; * 2. Mai 1999 in Sankt Petersburg) ist ein russischer Snookerspieler. Der sechsmalige russische Meister wurde 2021 Vizeeuropameister.

## Karriere
Iwan Kakowski begann im Alter von etwa elf Jahren mit dem Billardspielen. Anfangs spielte er Russisches Billard und nahm in dieser Billardvariante unter anderem an nationalen Jugendmeisterschaften teil, bevor er 2012 zum Snooker wechselte. Im März 2012 nahm er erstmals an der U21-Europameisterschaft teil und schied in der Gruppenphase aus. Im selben Jahr folgte auch bei seinen erstmaligen Teilnahmen an der EM und der Amateurweltmeisterschaft das Vorrundenaus. Im Mai 2013 wurde er in Sankt Petersburg durch einen 3:1-Finalsieg gegen Andrei Solodski russischer U16-Meister. Im November gewann er im Finale gegen den Weißrussen Uladsislau Kalinouski mit dem Fireballs Cup in seiner Heimatstadt erstmals ein internationales Juniorenturnier. Einen Monat später nahm er zum ersten Mal an der russischen Meisterschaft der Herren teil und erreichte das Achtelfinale. 2014 gewann er erstmals ein Turnier des russischen Pokalwettbewerbs und die russische U18-Meisterschaft. Wenig später gelang ihm beim Fireballs Cup die Titelverteidigung. Bei der russischen Meisterschaft 2014 gelang ihm der Einzug ins Finale, in dem er den Titelverteidiger Kirill Lomakin mit 4:0 besiegte und mit 15 Jahren, 7 Monaten und 9 Tagen als bislang jüngster Spieler russischer Meister wurde.
2015 zog Kakowski, nachdem er bei der russischen U18-Meisterschaft überraschend im Halbfinale ausgeschieden war, erstmals in die Finalrunde der U21-Europameisterschaft ein und verlor in der Runde der letzten 64 gegen Jamie Rhys Clarke. Bei der Herren-EM unterlag er in der Runde der letzten 64 dem späteren Europameister Michael Wild. Im selben Jahr erreichte er bei der U21-Weltmeisterschaft die Runde der letzten 64 und bei der erstmals ausgetragenen U18-WM in Sankt Petersburg das Sechzehntelfinale. Bei der anschließend stattfindenden russischen Meisterschaft der Herren gelang ihm als zweitem Spieler nach Andrei Will die Titelverteidigung. Im Endspiel besiegte er Barseg Petrosjan mit 4:0. Im Dezember 2015 gewann er den Russian Cup.
Anfang 2016 wurde Kakowski russischer U18-Meister und erreichte das Viertelfinale der ersten Austragung der U18-EM sowie das Sechzehntelfinale der U21-EM. Bei der Herren-Europameisterschaft schied er hingegen in der Runde der letzten 96 aus. Im Mai gewann er im Finale gegen Anton Rjabinin die russische Meisterschaft in der Snookervariante 6-Red-Snooker. Wenig später erreichte er bei der 6-Red-Snooker-Europameisterschaft das Halbfinale, in dem er gegen Lukas Kleckers mit 0:4 verlor. Bei der U18-WM kam er in die Runde der letzten 54 und bei der U21-WM in die Runde der letzten 32. In der Saison 2016/17 wurde er erstmals zur 6-Red World Championship eingeladen, einem Einladungsturnier im Rahmen der Snooker Main Tour. Bei dem Turnier in Bangkok besiegte er Sourav Kothari und Hesham Abdelhmed und erreichte die Runde der letzten 32, in der er dem Belgier Luca Brecel mit 1:6 unterlag. Zwei Wochen später wurde er durch einen 4:1-Finalsieg gegen Sergei Bolotin zum dritten Mal in Folge russischer Meister. Er wurde dadurch der erfolgreichste Spieler bei der russischen Meisterschaft. Im November 2016 zog er bei seiner vierten Teilnahme an der Amateurweltmeisterschaft erstmals in die Finalrunde ein. In der Runde der letzten 64 musste er sich jedoch dem Waliser Rhydian Richards mit 3:4 geschlagen geben. Wenig später gewann er zum zweiten Mal den Russian Cup.
Anfang 2017 gelang Kakowski bei der russischen U18-Meisterschaft und bei der russischen 6-Red-Meisterschaft die Titelverteidigung. Im März erreichte er bei der U18-EM das Halbfinale, in dem er nach einer 2:1-Führung mit 2:4 gegen Amir Nardeia verlor. Anschließend schied er bei der U21-EM und bei der Herren-Europameisterschaft in der Runde der letzten 64 aus. Nachdem die Juniorenweltmeisterschaften 2017 (U18 und U21) für ihn bereits in der Vorrunde geendet hatten, zog er im selben Jahr bei der russischen Meisterschaft der Herren zum vierten Mal ins Endspiel ein, musste sich nach drei Siegen in den Vorjahren nun jedoch Jegor Plischkin mit 0:4 geschlagen geben. Ende des Jahres kam er bei der Amateur-WM erneut in die Runde der letzten 64 und gewann den Russian Cup sowie ein Turnier der Baltic Snooker League.
Im Januar 2018 wurde Kakowski durch einen 5:4-Finalsieg gegen Michail Terechow erstmals nationaler Meister in der U21-Altersklasse. Einen Monat später kam er bei der U21-EM ins Achtelfinale. Anschließend erreichte er bei den Herren erstmals die Runde der letzten 16 und unterlag dem Ex-Profi Darren Morgan klar mit 0:5. Nachdem er, erneut im Finale gegen Terechow, den Moskauer Bürgermeisterpokal und zum vierten Mal in Folge den Russian Cup gewonnen hatte, gelangte er im Juli 2018 bei der U21-Weltmeisterschaft zum zweiten Mal in die Runde der letzten 32. Im Oktober 2018 zog er bei der russischen Meisterschaft das fünfte Jahr in Serie ins Endspiel. Im Finale gegen Michail Terechow setzte er sich mit 5:0 durch und gewann seinen vierten Meistertitel. Wenig später gelangte er bei der Amateurweltmeisterschaft in die Runde der letzten 48 und schied bei der 6-Red-Weltmeisterschaft in der Vorrunde aus.
Bei den Europameisterschaften 2019 erreichte Kakowski das Viertelfinale der U21-Junioren, das er gegen Aaron Hill verlor, und das Achtelfinale der Herren, in dem er dem späteren Europameister Kacper Filipiak nur knapp (3:4) unterlag. Wenig später wurde er nationaler Meister bei den U21-Junioren und im 6-Red-Snooker. Im Mai 2019 nahm er erstmals am Main-Tour-Qualifikationsturnier Q School teil, gewann bei den drei Turnieren jedoch insgesamt nur ein Spiel. Bei der U21-Weltmeisterschaft 2019 erreichte er die Runde der letzten 32. Wenig später zog er bei den Minsk Open ins Endspiel ein, in dem er gegen Michail Terechow mit 1:3 verlor, und gelangte beim ukrainischen Unabhängigkeitstagpokal ins Viertelfinale, in dem er dem Ukrainer Wladyslaw Wyschnewskyj unterlag. Im September gewann er im Finale gegen Māris Volajs (4:2) zum zweiten Mal ein Turnier der Baltic Snooker League. Einen Monat später zog er bei der russischen Meisterschaft zum sechsten Mal in Folge ins Endspiel ein und wurde durch einen 4:2-Sieg gegen Jewgeni Sosykin zum fünften Mal nationaler Meister. Bei der Amateurweltmeisterschaft 2019 gelangte er in die Runde der letzten 64, in der er dem späteren Turniersieger Muhammad Asif nur knapp mit 3:4 unterlag. Am Jahresende nahm er an zwei Turnieren der Challenge Tour 2019/20 teil und gelangte jeweils in die Runde der letzten 32.
Anfang 2020 erreichte Kakowski bei den WSF Open die Runde der letzten 76, in der er dem Engländer Ben Hancorn unterlag. Nachdem er zum dritten Mal russischer U21-Meister geworden war, gelangte er bei den Europameisterschaften der U21-Junioren und im 6-Red-Snooker ins Achtelfinale und bei den Herren in die Runde der letzten 32. Wegen zahlreicher Absagen von Profispielern infolge der COVID-19-Pandemie wurden 2020 mehr Amateure als sonst zur Qualifikation der Profiweltmeisterschaft eingeladen. Zu den 34 vom Weltverband WPBSA nominierten Amateuren gehörte auch Kakowski, der damit erstmals an der WM-Qualifikation teilnahm. In der ersten Qualifikationsrunde traf er auf den Engländer Jimmy White, dem er mit 3:6 unterlag. Wenig später trat er erneut bei der Q School an, blieb in den drei Turnieren jedoch sieglos. Im Oktober 2020 verteidigte er bei der russischen Meisterschaft seinen Titel im Finale gegen Andrei Karassow (5:0).
Im April 2021 nahm er zum zweiten Mal an der Qualifikation zur Profi-WM teil und musste eine 3:6-Auftaktniederlage gegen den Deutschen Simon Lichtenberg hinnehmen. Bei der Q School scheiterte er erneut deutlich; während er beim ersten und zweiten Turnier jeweils ein Spiel gewann, blieb er beim dritten sieglos. Im Oktober 2021 erreichte er bei der 6-Red-EM das Halbfinale und unterlag dem späteren Turniersieger Andres Petrov. Wenige Tage später besiegte er bei der Europameisterschaft im Snooker unter anderem Anton Kasakow, Kevin Hanssens und den Exprofi Sean O’Sullivan und zog als erster Russe ins Finale ein, in dem er sich dem Engländer Oliver Brown mit 4:5 geschlagen geben musste.

## Erfolge
Finalteilnahmen
| Ergebnis                  | Jahr | Turnier                     | Finalgegner      | Endstand |
| ------------------------- | ---- | --------------------------- | ---------------- | -------- |
| Amateurturniere (Auswahl) |      |                             |                  |          |
| Sieger                    | 2014 | Russische Meisterschaft     | Kirill Lomakin   | 4:0      |
| Sieger                    | 2015 | Russische Meisterschaft     | Barseg Petrosjan | 4:0      |
| Sieger                    | 2016 | Russische Meisterschaft     | Sergei Bolotin   | 4:1      |
| Finalist                  | 2017 | Russische Meisterschaft     | Jegor Plischkin  | 0:4      |
| Sieger                    | 2018 | Moskauer Bürgermeisterpokal | Michail Terechow | 3:1      |
| Sieger                    | 2018 | Russische Meisterschaft     | Michail Terechow | 5:0      |
| Sieger                    | 2019 | Russische Meisterschaft     | Jewgeni Sosykin  | 4:2      |
| Sieger                    | 2020 | Russische Meisterschaft     | Andrei Karassow  | 5:0      |
| Finalist                  | 2021 | Europameisterschaft         | Oliver Brown     | 4:5      |

Weitere Erfolge
- Russischer U16-Meister: 2013
- Fireballs Cup: 2013, 2014
- Russischer U18-Meister: 2014, 2016, 2017
- Russian Cup: 2015, 2016, 2017, 2018, 2020, 2021
- Russischer 6-Red-Snooker-Meister: 2016, 2017, 2019
- Baltic Snooker League: 2017/2, 2019/3
- Russischer U21-Meister: 2018, 2019, 2020
- Russischer U21-Meister (6-Red-Snooker): 2019